# Zidane Iqbal
Zidane Aamar Iqbal (arabisch زيدان عمار إقبال, DMG Zaidān ʿAmmār Iqbāl; * 27. April 2003 in Manchester) ist ein irakisch-englischer Fußballspieler. Er spielt beim FC Utrecht und ist irakischer Nationalspieler.

## Karriere

### Verein
Iqbal wurde 2003 als Sohn einer Irakerin und eines Pakistaners in Manchester geboren. Seine fußballerische Ausbildung begann er bei Sale United, wo er von 2007 bis 2012 spielte. Anschließend wechselte er in die Jugendakademie von Manchester United. In der Saison 2019/20 spielte er bereits im Alter von 16 Jahren zweimal für die U18, traf dort einmal und stand zudem schon im Kader der zweiten Mannschaft. In der Folgesaison absolvierte er 14 Juniorenspiele, wobei er sechsmal traf, und ein Spiel für die U23, die zweite Mannschaft. In der Spielzeit 2021/22 kam er unter anderem zu Einsätzen in der UEFA Youth League, der EFL Trophy, der Premier League 2 und entwickelte sich so in der Hinrunde zur Stammkraft bei der U23. Noch vor der Saison unterschrieb Iqbal seinen ersten Profivertrag bei Manchester United. Am 8. Dezember 2021 wurde er in der Champions League gegen die BSC Young Boys spät eingewechselt und gab somit sein Profidebüt direkt in der Königsklasse. Dies blieb jedoch sein einziger Einsatz für die Profimannschaft.
Im Sommer 2023 wechselte er zum niederländischen Erstligisten FC Utrecht, bei dem er einen Vierjahresvertrag bis 2027 unterschrieb.

### Nationalmannschaft
Iqbal erhielt im Mai 2021 die irakische Staatsbürgerschaft. Er debütierte daraufhin im September 2021 in der irakischen U23-Nationalmannschaft. Am 27. Januar 2022 kam er in einem Qualifikationsspiel zur Weltmeisterschaft 2022 zu seinem Debüt für die A-Nationalmannschaft, als er gegen den Iran spät eingewechselt wurde.